# Макаров, Николай Артамонович
Никола́й Артамо́нович Мака́ров (9 апреля 1958, Алма-Ата) — советский трековый велогонщик, выступал за сборную СССР в конце 1970-х — начале 1980-х годов. Многократный чемпион СССР в различных трековых дисциплинах, чемпион мира в индивидуальной гонке преследования, заслуженный мастер спорта СССР (1979).

## Биография
Николай Макаров родился 9 апреля 1958 года в Алма-Ате. Активно заниматься трековым велосипедным спортом начал с юных лет, проходил подготовку на местном алматинском велодроме.
Первого серьёзного успеха добился в 1977 году, когда впервые попал в состав советской национальной сборной и благодаря череде удачных выступлений удостоился права защищать честь страны на чемпионате мира в венесуэльском Сан-Кристобале, откуда впоследствии привёз награду бронзового достоинства, выигранную в гонке по очкам. Год спустя в индивидуальной гонке преследования одержал победу на первенстве СССР, тогда как на первенстве мира в Мюнхене дошёл до стадии четвертьфиналов, потерпев поражение от немца Детлефа Маха, который в итоге получил золото. Ещё через год в той же дисциплине стал лучшим на Спартакиаде народов СССР и на чемпионате мира в Амстердаме — за это выдающееся достижение удостоен почётного звания «Заслуженный мастер спорта СССР».
Также в 1979 и 1980 годах становился серебряным призёром всесоюзного первенства в командной гонке преследования. Побеждал в гонках «Большого приза социалистических стран» (1979) и «Большого приза Таллина» (1983). Серебряный призёр шестидневной групповой гонки чемпионата СССР 1983 года.
После завершения спортивной карьеры работал детским тренером в спортивной школе молодёжи города Ленинабада в Таджикской ССР. Ныне проживает в Москве, занимается бизнесом.